# Eichig (Ahorntal)
Eichig ist ein Gemeindeteil der Gemeinde Ahorntal im Landkreis Bayreuth (Oberfranken, Bayern). Eichig liegt in der Gemarkung Volsbach.

## Geografie
Das Dorf im nordöstlichen Bereich der Fränkischen Schweiz ist etwa zwei Kilometer von dem südlich liegenden Kirchahorn entfernt.

## Geschichte
Der Ort wurde in einer Urkunde, die im Zeitraum zwischen 1398 und 1421 entstand, als „Eichech“ erstmals erwähnt. Der Ortsname bedeutet Eichenwald.
Bis zum Beginn des 19. Jahrhunderts unterstand Eichig der Landeshoheit des Hochstiftes Bamberg. Die Dorf- und Gemeindeherrschaft übte dessen Amt Waischenfeld in seiner Funktion als Vogteiamt aus. Auch die Hochgerichtsbarkeit stand diesem Amt in seiner Rolle als Centamt zu. Als das Hochstift Bamberg infolge des Reichsdeputationshauptschlusses 1802/03 säkularisiert und unter Bruch der Reichsverfassung vom Kurfürstentum Pfalz-Baiern annektiert wurde, wurde Eichig ein Bestandteil der bei der „napoleonischen Flurbereinigung“ in Besitz genommenen neubayerischen Gebiete, was erst im Juli 1806 mit der Rheinbundakte nachträglich legalisiert wurde.
Durch die Verwaltungsreformen im Königreich Bayern wurde Eichig mit dem Zweiten Gemeindeedikt im Jahr 1818 ein Bestandteil der Ruralgemeinde Volsbach und mit Gebietsreform in Bayern  mit der Gemeinde Volsbach am 1. Januar 1972 in die neu gebildeten Gemeinde Ahorntal eingegliedert.

## Verkehr
Eine von Nordwesten kommende Gemeindeverbindungsstraße durchquert den Ort und führt in südöstlicher Richtung an der Einöde Windmühle vorbei zur Staatsstraße St 2185. Eine bei Hundshof von dieser Staatsstraße abzweigende Gemeindeverbindungsstraße führt ebenfalls nach Eichig. Der ÖPNV bedient das Dorf an einer Haltestelle der Buslinie 388 des VGN. Die am schnellsten erreichbaren Bahnhöfe befinden sich in Creußen, Schnabelwaid und Pegnitz. Der nächste Fernbahnhof ist der Hauptbahnhof in Bayreuth.